# Beverley Allitt
Beverley Gail Allitt (* 4. Oktober 1968 in Nottingham) ist eine britische Serienmörderin. Während ihrer Anstellung als Krankenschwester auf der pädiatrischen Station eines Krankenhauses in Lincolnshire,  verabreichte Allitt einer Reihe von Kindern absichtlich Substanzen (wie Insulin), die zur Verschlechterung ihres Zustandes bis hin zu ihrem Tod führten.
Alle Taten ereigneten sich im Frühjahr 1991, innerhalb von nur zwei Monaten. Allitt wurde in vier Fällen des Mordes überführt und wurde darüber hinaus in neun Fällen wegen versuchten Mordes sowie schwerer Körperverletzung angeklagt. Sie wurde 1993 rechtskräftig zu mindestens 30 Jahren Haft verurteilt.
Der Fall Awlitt zählt zu den ersten Mordserien, bei denen eine im Gesundheitswesen tätige Person mit der psychischen Störung Münchhausen-Stellvertretersyndrom in Verbindung gebracht wurde.

## Leben vor den Taten
In ihrer Kindheit fiel Beverley Allitt dadurch auf, dass sie oft Pflaster, Verbände oder Gipsverbände trug, was später als Anzeichen dafür gewertet wurde, dass sie sich damals entweder in der Opferrolle befand, oder gezielt Aufmerksamkeit auf sich ziehen wollte.
Allitt machte eine zweijährige Ausbildung in Krankenpflege und wurde bei ihrer Bewerbung im öffentlichen Spital in Grantham zunächst abgelehnt. Daraufhin bewarb sie sich erneut, diesmal für die Kinderstation, auf der sie – ohne die entsprechende Qualifikation im Umgang mit pädiatrischen Patienten – angenommen wurde. Zunächst verursachte Allitt noch keine Todesfälle, sondern sorgte dafür, dass der Zustand einiger Kinder sich dramatisch verschlechterte, um dann dafür zu sorgen, dass es den betroffenen Kindern wieder besser ging und dadurch Aufmerksamkeit und Lob zu erhalten.

## Mordserie
Am 21. Februar 1991 wurde der sieben Wochen alte Liam mit einer Pneumonie eingeliefert und mit Antibiotika behandelt. Zwei Tage später verstarb er überraschend an einem Kreislaufstillstand. Bei der Obduktion wurde in seiner Leber erstaunlich viel Glykogen nachgewiesen, was ein Hinweis auf eine Überdosis Insulin ist, die im Fall einer Hypoglykämie tödlich sein kann.
Am 5. März verstarb der elfjährige Timothy, der an einer infantilen Zerebralparese litt, innerhalb von wenigen Stunden nach seiner Aufnahme. Nur fünf Tage später verschlechterte sich der Zustand der 15 Monate alte Kayley nach ihrer Aufnahme so massiv, dass sie in das Lehrkrankenhaus Queen's Medical Centre in Nottingham transferiert wurde. Dort wurden beim Röntgen Spuren von Lufteinschlüssen in ihrem Körper festgestellt, denen jedoch nicht weiter nachgegangen wurde.
Der fünf Monate alte Paul wurde am 20. März mit einer Bronchitis eingeliefert. Am 23. März verlor er, kurz vor seiner geplanten Entlassung, mehrfach das Bewusstsein. Das Baby wurde in ein anderes Krankenhaus überwiesen und erholte sich. Eine Blutprobe erbrachte jedoch den Nachweis auf einen abnorm niedrigen Blutzuckerspiegel, einen Hinweis auf eine Überdosis Insulin. Ende März kam es zu zwei ähnlichen Fällen, in denen Kinder, im Alter von fünfeinhalb und zwei Jahren, plötzlich kollabierten und sich nach der Überweisung in andere Kliniken rasch erholten.
Der Atemstillstand der drei Monate alten Becky, nach ihrer Entlassung am 5. April wurde als plötzlicher Kindstod eingestuft. Jedoch verschlechterte sich auch der Zustand ihrer Zwillingsschwester Katie, die zur Überwachung eingeliefert worden war, bis zu ihrer Überweisung in eine andere Klinik (am 7. April) dramatisch. Es dauerte mehrere Jahre, bis ihren Eltern eine Entschädigungszahlung von rund 2,4 Millionen Euro zugesprochen wurde, da sie eine irreversible Hirnschädigung erlitten hat.
Weitere atypische Krankheitsverläufe wurden bei Kindern festgestellt, die am 9., 13. und 16. April auf der Kinderstation aufgenommen wurden, nach der Überweisung ins Queen's Medical Centre jedoch überlebten. Erst nachdem der sieben Wochen alte Patrick – als mittlerweile zehntes Kind – am 18. April, einen ähnlichen Krankheitsverlauf durchmachte, wurde am Folgetag die Klinikleitung informiert, da der Verdacht im Raum stand, dass den Kindern absichtlich etwas Schädliches verabreicht worden sei.
Nachdem die 15 Monate alte Claire, die am 22. April aufgenommen wurde, plötzlich verstarb, wurde eine erhöhte Konzentration von Kalium im Blut festgestellt. Dennoch dauerte es bis zum 30. April, bis schließlich die regionale Vertretung des National Health Service verständigt wurde. Daraufhin wurde die Polizei hinzugezogen und begann zu ermitteln. Nach der forensischen Auswertung diverser Proben wurde Allitt, die zwischenzeitlich beurlaubt worden war, am 21. Mai verhaftet und erstmals von der Polizei befragt. Am 21. November 1991 wurde sie schließlich wegen Mordes, versuchten Mordes und schwerer Körperverletzung in einer Reihe von Fällen angeklagt.

## Verurteilung und Inhaftierung
Das Crown Court in Nottingham verurteilte Beverley Allitt im Mai 1993 wegen vierfachen Mordes, sowie neun Mordversuchen  zu dreizehnmal lebenslanger Haft, was einem Strafmaß von mindestens 30 Jahren entspricht. Allitt wurde im Rampton Secure Hospital für psychisch erkrankte Straftäter inhaftiert. Im Jahr 2023 versuchte sie vergeblich in eine reguläre Gefängnis überstellt zu werden. Im März 2025 befindet sich Allitt nach wie vor in der forensischen Psychiatrie in Rampton.

## Nachwirkungen
Das Department of Health and Social Care nahm den Fall zum Anlass, die Sicherheitsbestimmungen auf pädiatrischen Krankenhausstationen im Vereinigten Königreich zu verbessern, um das Risiko für ähnliche Mordserien zu reduzieren. In diesem Zusammenhang wurde auch kritisiert, dass sie die Anstellung erhalten hatte, obwohl sie keine ausgebildete Kinderkrankenschwester war.
Die Tatsache, dass der Anteil weiblicher Serienmörderinnen im Vergleich zu männlichen Tätern sehr gering ist, führte darüber hinaus zu einem verstärkten wissenschaftlichen und öffentlichen Interesse. Allitts Verhalten wurde daher auch im psychosozialen und psychologischen Kontext evaluiert. Die Analyse ihrer Persönlichkeit ergab einen ausgeprägten Hang zu manipulativem Verhalten und Egozentrismus sowie eine unterdurchschnittlich ausgeprägte Fähigkeit zur Empathie. Die Tatsache, dass sie in einem kurzen Zeitraum wiederholt Straftaten verübt hatte, wird auch mit einer dissoziale Persönlichkeitsstörung in Zusammenhang gebracht. Dies wurde auch als Begründung dafür herangezogen, sie nicht in eine reguläre Haftanstalt zu transferieren.
Die Einstufung von Allitt als psychisch gestörter Täterin, führte dazu, dass eine Nachuntersuchung von Mordserien an britischen Krankenhäusern durchgeführt wurde. Im Ergebnis erhärtete sich der Verdacht, dass fünf weitere Mordserien mit dem Münchhausen-Stellvertretersyndrom zusammenhängen könnten.

## Mediale Adaptionen
- 1993: Nick Davies Murder on Ward Four, ISBN 978-0-7011-4813-3
- 2005: BBC-Fernsehfilm: Angel of Death: The Beverly Allitt Story, Regie: Cathy Elliott[11]
- 2008: Beverley Allitt; Folge der Serie Crimes That Shook Britain (Staffel 1, Episode 4);[12]